# Stock Car Brasil

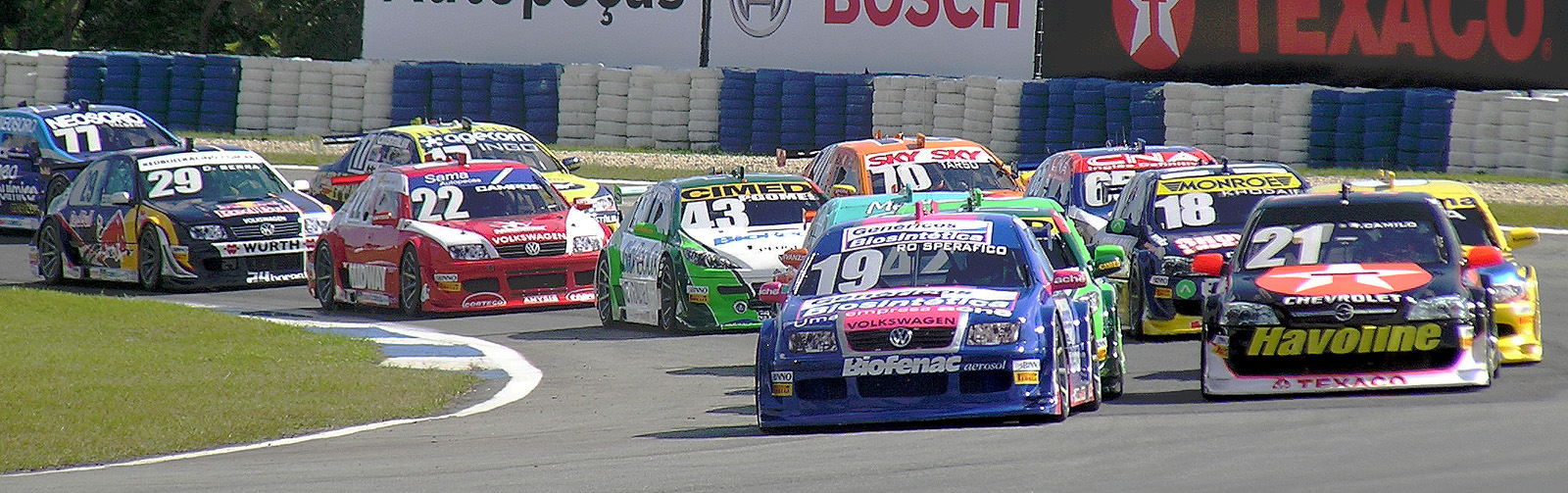
Wyścig w Kurytybie w 2007 roku

Stock Car Brasil (Campeonato Brasileiro de Stock Car) – brazylijska seria wyścigowa powstała w 1979 roku. Samochody są zbliżone do tych, jakie ścigają się w amerykańskiej serii NASCAR, jednak nie ma tu wyścigów na torach owalnych. Marki ścigających się samochodów to m.in. Chevrolet, Mitsubishi, Volkswagen i Peugeot, aczkolwiek wszystkie nadwozia i silniki są dostarczane przez jedną firmę – ZF Racing.

## Mistrzowie
| Rok  | Kierowca                         | Samochód          |
| ---- | -------------------------------- | ----------------- |
| 1979 | Paulo Gomes                      | Chevrolet Opala   |
| 1980 | Ingo Hoffmann                    | Chevrolet Opala   |
| 1981 | Affonso Giaffone                 | Chevrolet Opala   |
| 1982 | Alencar Jr.                      | Chevrolet Opala   |
| 1983 | Paulo Gomes                      | Chevrolet Opala   |
| 1984 | Paulo Gomes                      | Chevrolet Opala   |
| 1985 | Ingo Hoffmann                    | Chevrolet Opala   |
| 1986 | Marcos Garcia                    | Chevrolet Opala   |
| 1987 | Zeca Giaffone                    | Chevrolet Opala   |
| 1988 | Fábio Sotto Mayor                | Chevrolet Opala   |
| 1989 | Ingo Hoffmann                    | Chevrolet Opala   |
| 1990 | Ingo Hoffmann                    | Chevrolet Opala   |
| 1991 | Ingo Hoffmann / Ângelo Giombelli | Chevrolet Opala   |
| 1992 | Ingo Hoffmann / Ângelo Giombelli | Chevrolet Opala   |
| 1993 | Ingo Hoffmann / Ângelo Giombelli | Chevrolet Opala   |
| 1994 | Ingo Hoffmann                    | Chevrolet Omega   |
| 1995 | Paulo Gomes                      | Chevrolet Omega   |
| 1996 | Ingo Hoffmann                    | Chevrolet Omega   |
| 1997 | Ingo Hoffmann                    | Chevrolet Omega   |
| 1998 | Ingo Hoffmann                    | Chevrolet Omega   |
| 1999 | Chico Serra                      | Chevrolet Omega   |
| 2000 | Chico Serra                      | Chevrolet Vectra  |
| 2001 | Chico Serra                      | Chevrolet Vectra  |
| 2002 | Ingo Hoffmann                    | Chevrolet Vectra  |
| 2003 | David Muffato                    | Chevrolet Vectra  |
| 2004 | Giuliano Losacco                 | Chevrolet Astra   |
| 2005 | Giuliano Losacco                 | Chevrolet Astra   |
| 2006 | Cacá Bueno                       | Mitsubishi Lancer |
| 2007 | Cacá Bueno                       | Mitsubishi Lancer |
| 2008 | Ricardo Maurício                 | Peugeot 307       |
| 2009 | Cacá Bueno                       | Peugeot 307       |
| 2010 | Max Wilson                       | Chevrolet Vectra  |
| 2011 | Cacá Bueno                       | Peugeot 408       |
| 2012 | Cacá Bueno                       | Chevrolet Sonic   |
| 2013 | Ricardo Maurício                 | Chevrolet Sonic   |
| 2014 | Rubens Barrichello               | Chevrolet Sonic   |
| 2015 | Marcos Gomes                     | Peugeot 408       |
| 2016 | Felipe Fraga                     | Peugeot 408       |
| 2017 | Daniel Serra                     | Chevrolet Cruze   |
| 2018 | Daniel Serra                     | Chevrolet Cruze   |
| 2019 | Daniel Serra                     | Chevrolet Cruze   |